# Ulrich II. von Winneden
Ulrich II. von Winneden (OSB) (* 13. Jahrhundert; † 11. August 1277) war von 1267 bis 1277 der 18. Abt des Klosters Einsiedeln.

## Leben
Ulrich gehörte den Edeln von Winnenden an (heute Wennedach im Oberamt Biberach) und war vor seiner Abtwahl Kustos.
Von besonderer Bedeutung war die Erhebung des Abtes von Einsiedeln in der Reichsfürstenstand am 26. Januar 1274 durch König Rudolf von Habsburg. Dabei handelt es sich um die erste Urkunde, welche die Verleihung ausdrücklich erwähnt. Zuvor hatte sich die Fürstenwürde aus der Immunität heraus entwickelt. König Rudolf bezeugt daher ausdrücklich, dass bereits die Vorgänger Abt Ulrichs diese Würde besessen hätten.
Abt Ulrich starb am 11. August 1277 in Como. Wahrscheinlich befand er sich auf einer Romfahrt.